# Scutellinia setosa
Отровна пухара је гљива иѕ породице Pyronemataceae, тело је дисколиког облика са оштрим црним иглицама. Споре су глатке и елипсоидне. Примарно је описана у Европи, а такође је има и у Северној и Централној Америци.